# Marquee Club
Marquee Club – brytyjski klub muzyczny w Londynie.
Otwarty w 1958 przy 165 Oxford Street w pierwszym okresie gościł przede wszystkim wykonawców jazzowych, od roku 1962 również bluesowych, a w latach późniejszych również wykonawców innych gatunków muzycznych. 
Na początku 1962 roku w Marquee Club Brian Jones (założyciel i lider zespołu The Rolling Stones) rozpoczął wspólne występy z pierwszym brytyjskim zespołem bluesowym – Blues Incorporated. W dniu 12 lipca 1962 roku Marquee Club był miejscem gdzie The Rolling Stones zagrali swój pierwszy publiczny koncert.
W 1964 roku klub przeniósł się na 90 Wardour Street. Była to najbardziej znana siedziba Marquee Club, funkcjonował tam ponad 25 lat. W latach 60. wielokrotnie grywali tam tacy wykonawcy jak:  Alexis Korner, Cyril Davies, Chris Barber, The Yardbirds, Led Zeppelin, The Who, King Crimson, Yes, Jethro Tull, The Jimi Hendrix Experience, Pink Floyd, a w latach późniejszych Queen, The Stranglers, Generation X, London, The Police, Skrewdriver, Buzzcocks, The Jam, Joy Division, Wham!, The Cure, Prince, Genesis, Iron Maiden, Marillion, Metallica, Alice in Chains.
W roku 1988 budynek, w którym mieścił się klub, został sprzedany na przebudowę, a Marquee Club musiał przenieść się do większego lokalu przy 105 Charing Cross Road w Londynie. Kolejna przeprowadzka miała miejsce w 2007 do lokalu przy Upper Saint Martins Lane w Covent Garden.